# Atelopus carrikeri
Espèce
Synonymes
- Atelopus leoperezii Ruiz-Carranza, Ardila-Robayo & Hernández-Camacho, 1994

Statut de conservation UICN

 EN  : En danger
Atelopus carrikeri est une espèce d'amphibiens de la famille des Bufonidae.

## Répartition
Cette espèce est endémique du département de Magdalena en Colombie. Elle se rencontre entre 2 350 et 4 800 m d'altitude dans les páramos de la Sierra Nevada de Santa Marta.

## Description

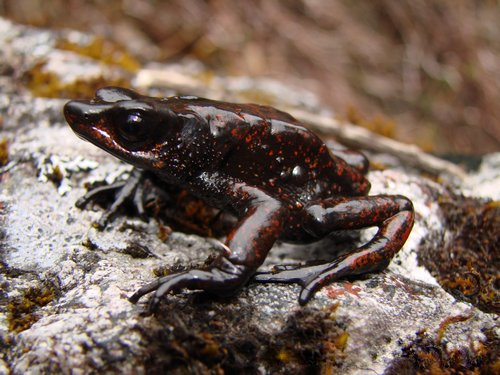
Atelopus carrikeri

Les mâles mesurent de 41,1 à 46,7 mm et les femelles de 52,4 à 62,1 mm.

## Étymologie
Cette espèce est nommée en l'honneur de Melbourne Armstrong Carriker.

## Publication originale
- Ruthven, 1916 : Description of a new species of Atelopus from the Santa Marta Mountains, Colombia. Occasional papers of the Museum of Zoology University of Michigan, vol. 28, p. 1-6 (texte intégral)